# Wittelsbacher Palais

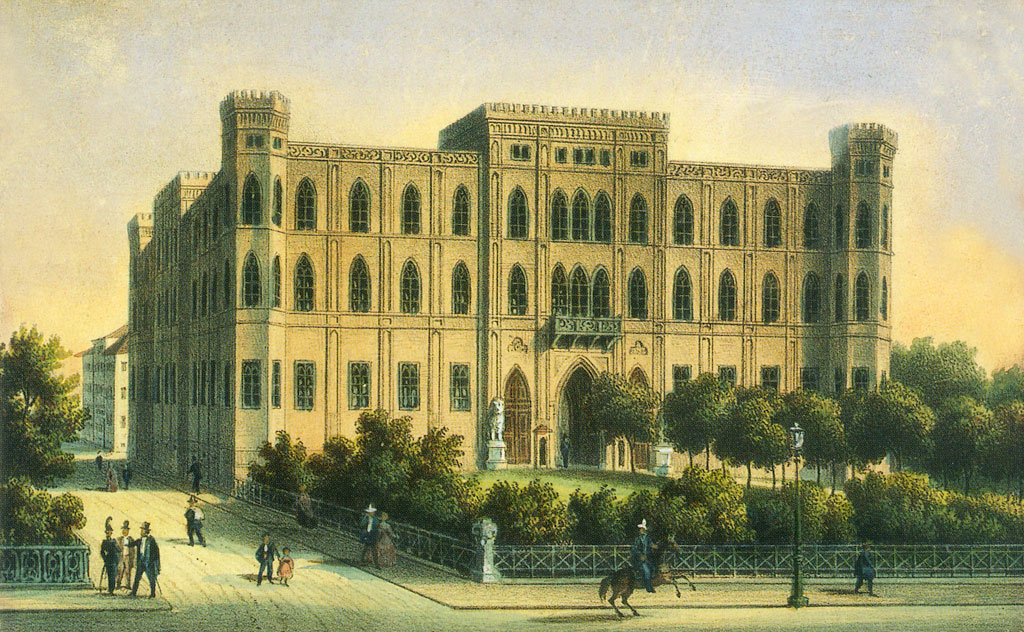
Das Wittelsbacher Palais

Das Wittelsbacher Palais war ein neugotisches Stadtpalais der Wittelsbacher in der heutigen Brienner Straße 20 in München. Es wurde in den Jahren 1843–1848 nach einem Entwurf von Friedrich von Gärtner für den bayerischen Kronprinzen Maximilian erbaut. 
Nach dem Ende der Monarchie wurde es 1919 zum Sitz der Münchner Räterepublik und 1933 zum Sitz der Geheimen Staatspolizei. In der Nachkriegszeit wurde das Wittelsbacher Palais abgebrochen und auf dem Grundstück die Bayerische Gemeindebank – die spätere Bayerische Landesbank – erbaut.

## Geschichte

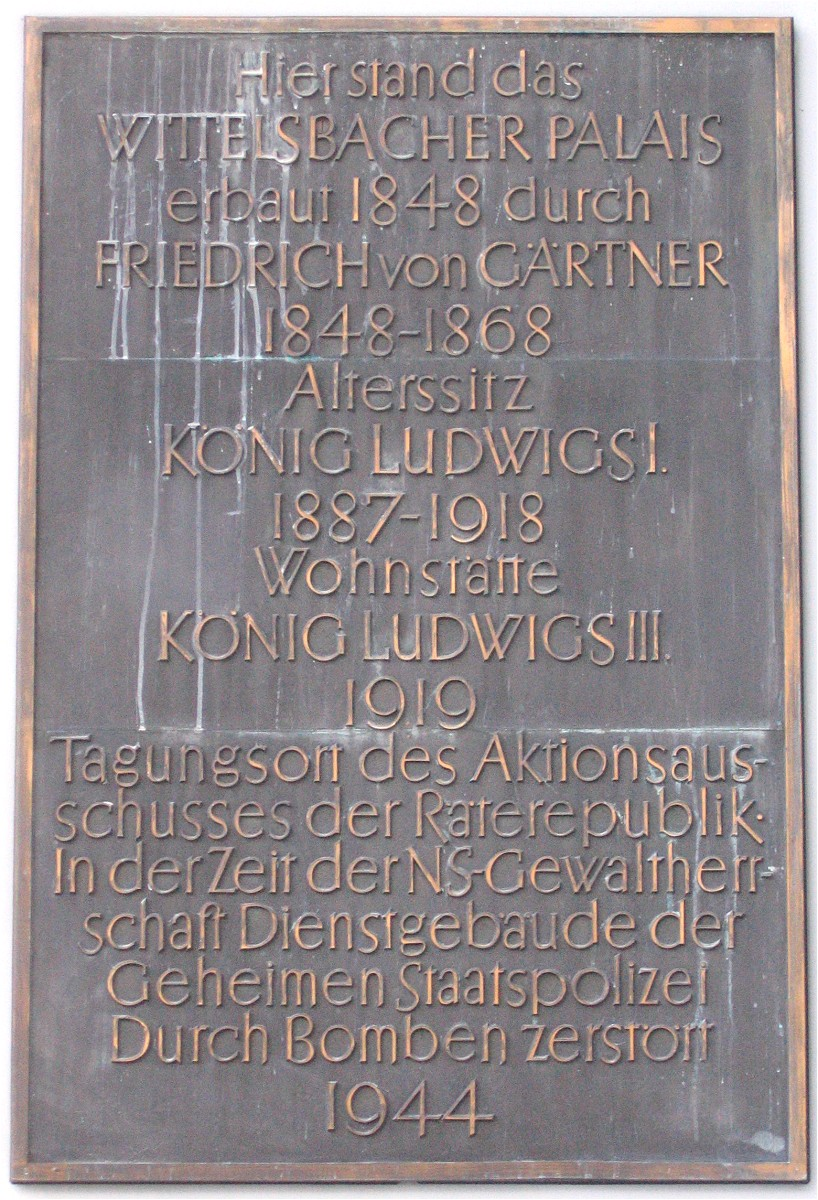
Die Gedenktafel in der Brienner Straße 20

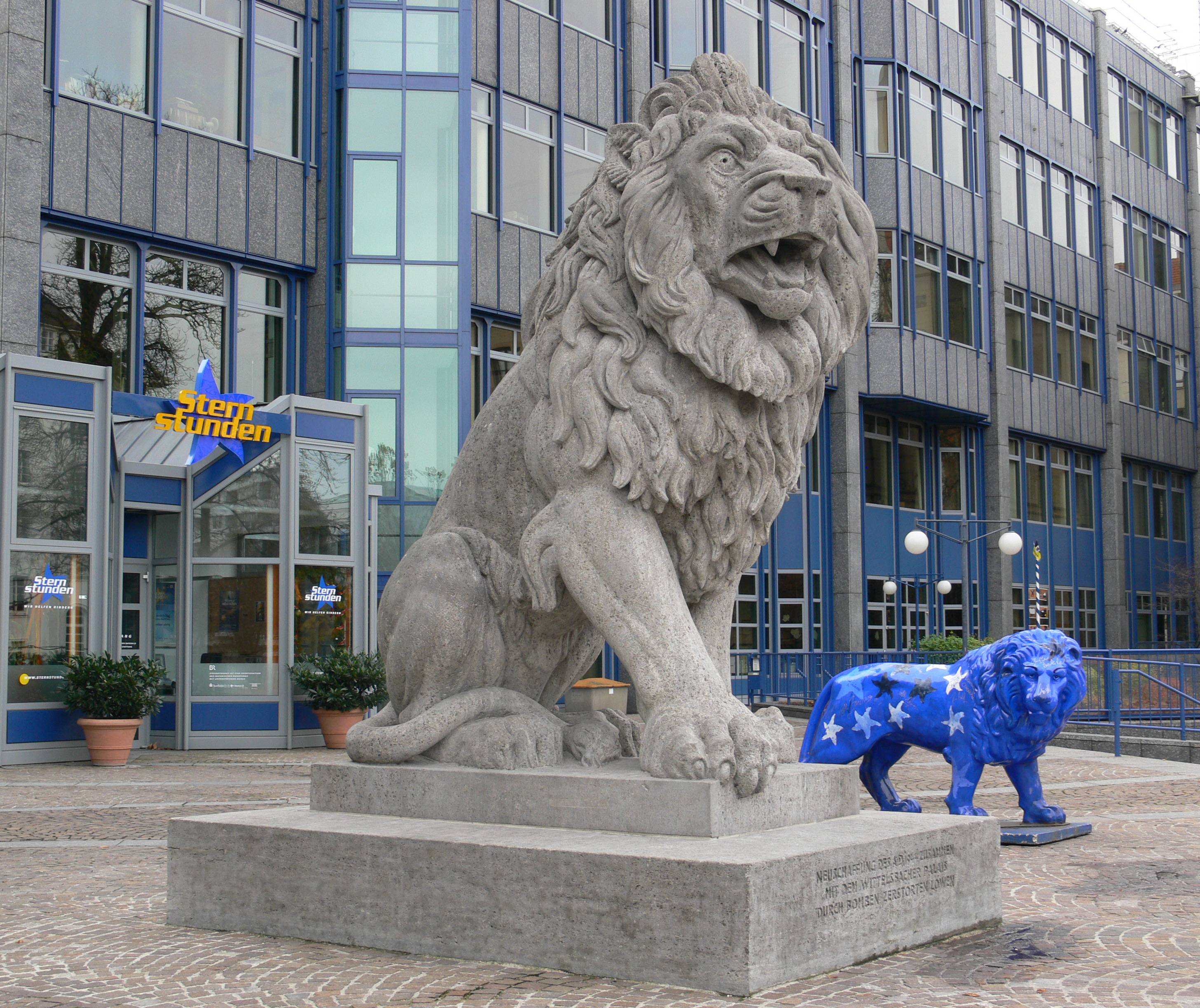
Der steinerne Löwe vor der Bayerischen Landesbank

Der rote Backsteinbau an der damaligen Brienner Straße 50 und heutigen Brienner Straße 20, der im Äußeren Elemente der englischen Gotik aufnahm, wurde 1843 bis 1848 von Friedrich von Gärtner und Johann Moninger (Bauleitung) als Kronprinzenpalais für den späteren König Maximilian II. errichtet; nach dem Tod Gärtners wurde er durch dessen Mitarbeiter Carl Klumpp fertiggestellt.
Von 1848 bis 1868 war das Palais nach seiner Fertigstellung dann jedoch stattdessen Alterssitz von König Ludwig I., der 1848 abgedankt hatte und den Bau mit seiner neugotischen Architektur nicht schätzte. 1887 bis 1918 diente das Wittelsbacher Palais als Wohnstätte seines Enkels Prinz Ludwig, seit 1913 als Ludwig III. König von Bayern. Anfang August 1914 sprach der Monarch bei Ausbruch des Ersten Weltkriegs vom Balkon des Palais zur Bevölkerung.
1919 war es Tagungsort des Aktionsausschusses der Münchner Räterepublik. Am 5. April 1919 wurde im Wittelsbacher Palais von Vertretern der SPD, der USPD, des Bayerischen Bauernbunds und der Arbeiter- und Soldatenräte die Ausrufung der Münchner Räterepublik beschlossen.
Ab Oktober 1933 war es Hauptquartier der Bayerischen Politischen Polizei, der seit 1933 bestehenden Geheimpolizei für das Land Bayern (diese wurde später, 1936, in Anlehnung an den Namen der Politischen Polizei Preußens in Gestapo umbenannt). 1934 wurde im Nordteil des Gartens auf Befehl von Reinhard Heydrich ein mehrgeschossiges Gefängnis mit 22 Zellen erbaut, das über einen unterirdischen Gang mit dem Palais verbunden war. In diesem Gefängnis waren auch Sophie und Hans Scholl von ihrer Festnahme am 18. Februar 1943 bis zum Prozess am 22. Februar 1943 inhaftiert. Hier befand sich auch das KZ-Außenkommando München-Gestapo.
Bei den Luftangriffen auf München brannte das Wittelsbacher Palais im Jahr 1944 aus und der Mittelrisalit des Südflügels an der Brienner Straße stürzte ein. Obwohl die Fassaden im Krieg größtenteils unbeschädigt blieben, wurde das Gebäude 1950 komplett abgebrochen.
Der Wiederaufbau-Architekt Erwin Schleich beklagte den Totalabriss des Wittelsbacher Palais in seinem Buch Die zweite Zerstörung Münchens von 1978 mit bitteren Worten: „Ein großer Palast wurde aus dem Münchner Stadtbild ausradiert, der Verlust ist vergleichbar mit dem Verlust des Braunschweiger Schlosses oder der Bauakademie von Friedrich von Schinkel in Ost-Berlin.“
Ende der 1970er/Anfang der 1980er Jahre wurde auf dem Grundstück die Zentrale der Bayerischen Landesbank erbaut. An der Ecke Brienner Straße/Türkenstraße erinnert seit dem Jahr 1984 eine Gedenktafel an das Wittelsbacher Palais und seine wechselvolle Geschichte.
Die beiden sitzenden Löwen zur Rechten und zur Linken am Portal des Wittelbacher Palais waren ebenso wie die Sockel aus Sandstein gefertigt. Sie wurden durch den Bildhauer Johann Halbig im Auftrag König Ludwigs I. gefertigt und 1909 durch den vom Obersthofmeisterstab beauftragten, aus Vilsingen stammenden Bildhauer Fidelis Enderle erneuert. Die acht Kubikmeter großen und 350 Zentner schweren verarbeiteten Blöcke waren aus Kirchheimer Muschelkalk. Einer der beiden Löwen steht seit 1970 als Denkmal für den im KZ Dachau ermordeten Publizisten Fritz Gerlich vor der Katholischen Akademie in der Mandlstraße, ein weiterer (bei diesem handelt es sich um eine Nachbildung) vor dem Nordeingang der Bayerischen Landesbank an der Gabelsbergerstraße.